# فرودگاه بین‌المللی بویانت-اوخا

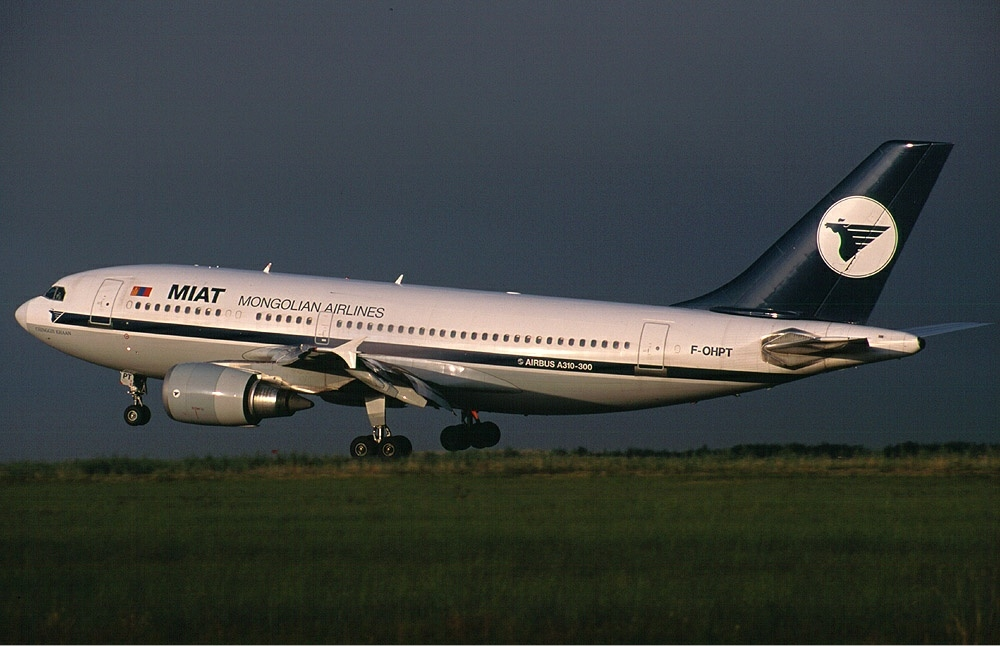
یک فروند ایرباس ای۳۱۰ متعلق به میات مونگولین ایرلاینز در فرودگاه بین‌المللی بویانت-اوخا.

فرودگاه بین‌المللی بویانت-اوخا (مغولی: Буянт-Ухаа олон улсын нисэх буудал)، که پیشتر، از سال ۲۰۰۵ تا ۲۰۲۰ فرودگاه بین‌المللی چنگیزخان نامیده می‌شد (یاتا: ULN، ایکائو: ZMUB)، فرودگاه نیمه‌فعالی است که به اولان‌باتور، مغولستان خدمت می‌کند و در ۱۸ کیلومتر (۱۱ مایل) جنوب غربی پایتخت واقع شده است. این فرودگاه عمدتاً با فرودگاه جدید جایگزین شده است و در حال حاضر به عنوان فرودگاه پشتیبان برای فرودگاه قبلی عمل می‌کند و قرار است برای آموزش پرواز، پروازهای خاص، چارتر و دولتی مورد استفاده قرار گیرد.

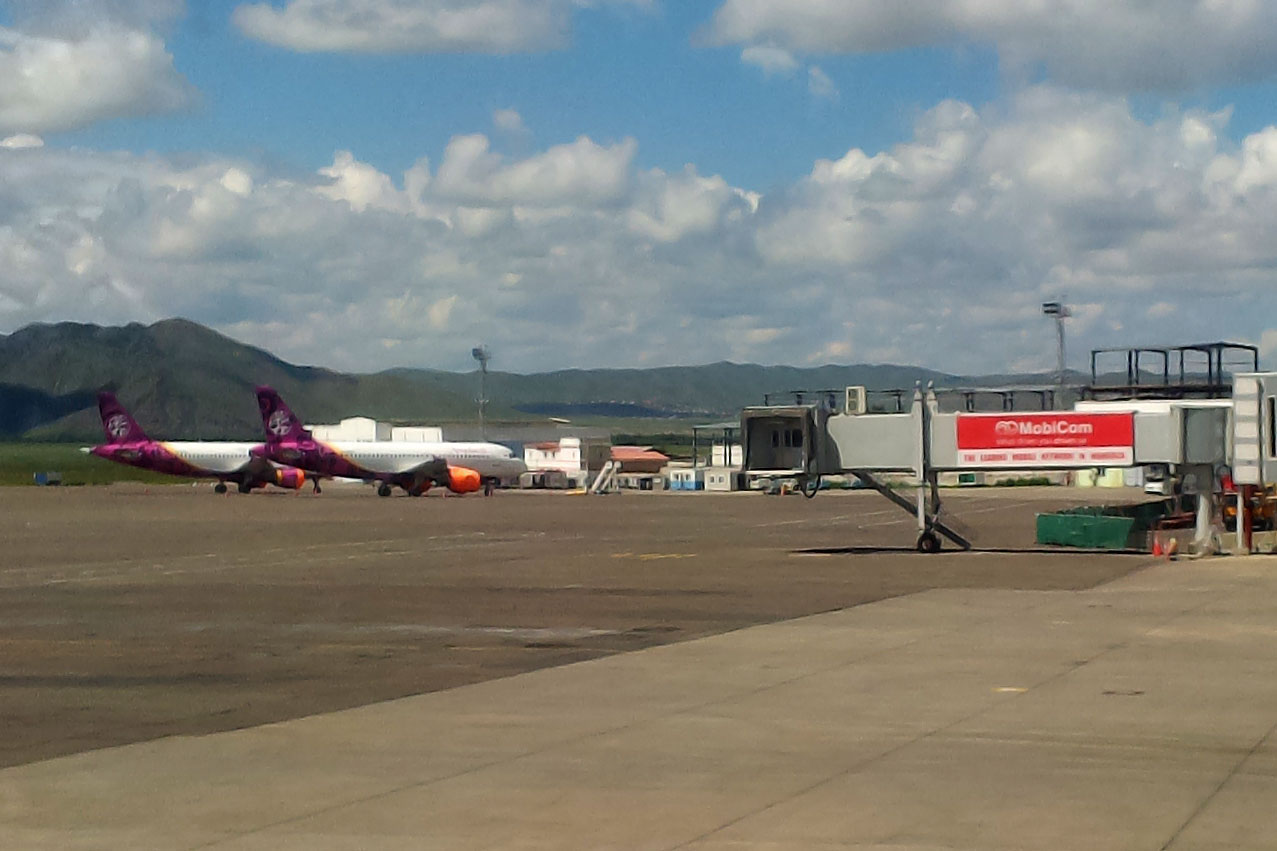
یک فروند ایرباس ای۳۱۹ متعلق به هونو ایر در فرودگاه بین‌المللی بویانت-اوخا.